# Aethes
Aethes är ett släkte av fjärilar som beskrevs av Gustaf Johan Billberg 1820. Aethes ingår i familjen vecklare.

## Bildgalleri

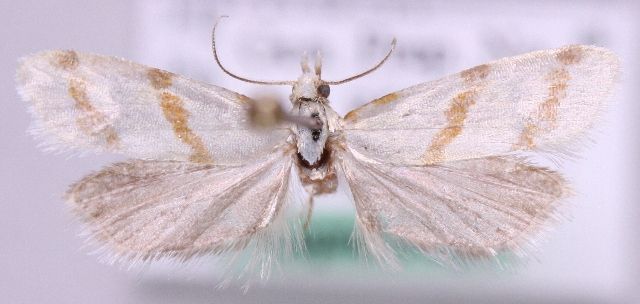
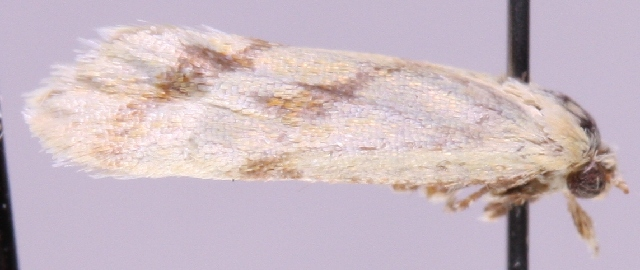
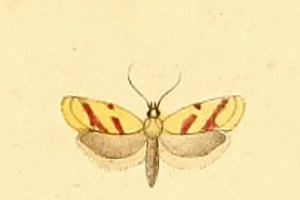
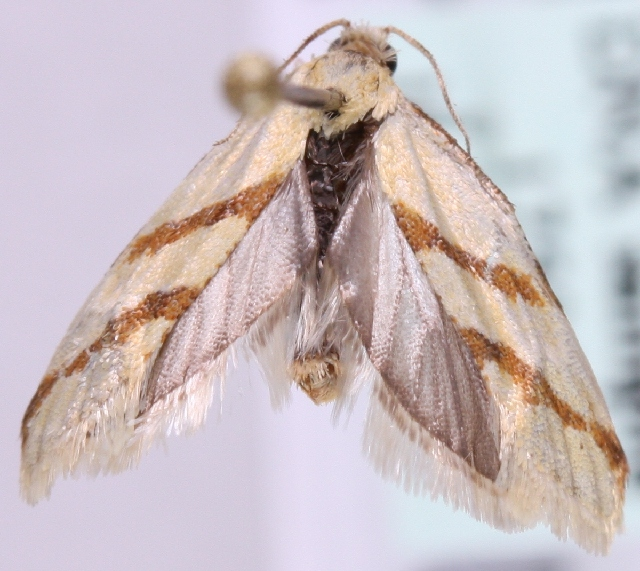

## Dottertaxa tillAethes, i alfabetisk ordning[1][2]
- Aethes achromata
- Aethes acropeda
- Aethes adelaidae
- Aethes affinis
- Aethes affinitana
- Aethes afghana
- Aethes agelasta
- Aethes alatavica
- Aethes albella
- Aethes alcella
- Aethes aleella
- Aethes allionana
- Aethes alphitopa
- Aethes amseli
- Aethes amurensis
- Aethes angulatana
- Aethes angustana
- Aethes annosa
- Aethes arcticana
- Aethes ardezana
- Aethes argentilimitana
- Aethes arizela
- Aethes atlasi
- Aethes atmospila
- Aethes atomosana
- Aethes aureana
- Aethes aurofasciana
- Aethes aurorana
- Aethes austera
- Aethes avellana
- Aethes baryzela
- Aethes basiochreana
- Aethes baumanniana
- Aethes beatricella
- Aethes bicolorana
- Aethes bilbaensis
- Aethes biscana
- Aethes biviana
- Aethes bomonana
- Aethes bradleyi
- Aethes bunteana
- Aethes campicolana
- Aethes capnospila
- Aethes carmelana
- Aethes caucasica
- Aethes cephalanthana
- Aethes chalcana
- Aethes chalcospila
- Aethes charma
- Aethes chersonana
- Aethes ciliosana
- Aethes cincinnatana
- Aethes cinereoviridana
- Aethes citreoflava
- Aethes cnicana
- Aethes confinis
- Aethes confusana
- Aethes conomochla
- Aethes conversana
- Aethes cornelia
- Aethes costignata
- Aethes cremonana
- Aethes cricota
- Aethes crocomis
- Aethes cunabulana
- Aethes cyamitis
- Aethes deaurana
- Aethes decens
- Aethes decimana
- Aethes delotypa
- Aethes dentifera
- Aethes destituta
- Aethes deutschiana
- Aethes diacrisiana
- Aethes diemeniana
- Aethes dilucidana
- Aethes dilutana
- Aethes dipoltella
- Aethes discana
- Aethes dispersana
- Aethes dorsimaculana
- Aethes dubrisana
- Aethes durandana
- Aethes edrisitana
- Aethes edwardsiana
- Aethes eichleri
- Aethes elderana
- Aethes elpidia
- Aethes elsana
- Aethes embrithopa
- Aethes ersodes
- Aethes eryngiana
- Aethes evanida
- Aethes excellentana
- Aethes excelsior
- Aethes fabicola
- Aethes fabriciana
- Aethes fennicana
- Aethes fernaldana
- Aethes ferruginea
- Aethes ferulae
- Aethes flagellana
- Aethes flava
- Aethes flavociliana
- Aethes floccosana
- Aethes foxcana
- Aethes francillana
- Aethes francillonana
- Aethes fulvotinctana
- Aethes funesta
- Aethes fusciella
- Aethes fuscostrigana
- Aethes geniculata
- Aethes giscana
- Aethes glaucofuscana
- Aethes grandaeva
- Aethes grandis
- Aethes griseana
- Aethes groendaliana
- Aethes hartmanniana
- Aethes heiseana
- Aethes helonoma
- Aethes helveticana
- Aethes helvolana
- Aethes hoenei
- Aethes hoffmanana
- Aethes hollandana
- Aethes hospes
- Aethes hubbardana
- Aethes ignobilis
- Aethes illota
- Aethes inanita
- Aethes incommodana
- Aethes inexpecta
- Aethes intactana
- Aethes interruptana
- Aethes interruptofascia
- Aethes iochroa
- Aethes iranica
- Aethes irmozona
- Aethes ixeuta
- Aethes jonesi
- Aethes kasyi
- Aethes kindermanniana
- Aethes kuhlweiniana
- Aethes labeculana
- Aethes languidana
- Aethes lateritia
- Aethes lavana
- Aethes lepidana
- Aethes lindigiana
- Aethes liquida
- Aethes loriculana
- Aethes lucindana
- Aethes luteolana
- Aethes luteopictana
- Aethes lutulentana
- Aethes lygrana
- Aethes lyonnetella
- Aethes magister
- Aethes maiana
- Aethes margaritana
- Aethes margaritifera
- Aethes margarotana
- Aethes maritimana
- Aethes marloffiana
- Aethes marmoratana
- Aethes mauritanica
- Aethes mediterranea
- Aethes mesomelana
- Aethes mirifica
- Aethes modica
- Aethes monera
- Aethes mordax
- Aethes murciana
- Aethes nefandana
- Aethes nomonana
- Aethes nonlavana
- Aethes obispoana
- Aethes obliquana
- Aethes obscurana
- Aethes obsoletella
- Aethes oenotherana
- Aethes officiosa
- Aethes olibra
- Aethes omphacitis
- Aethes pacata
- Aethes pamirana
- Aethes pannosana
- Aethes parallelana
- Aethes pardaliana
- Aethes paronyma
- Aethes parvimaculana
- Aethes patricia
- Aethes pemeantensis
- Aethes perfidana
- Aethes perflavescens
- Aethes persica
- Aethes phaloniodes
- Aethes piercei
- Aethes pimana
- Aethes planaltinae
- Aethes plummeriana
- Aethes portentosa
- Aethes posticialba
- Aethes praefuscata
- Aethes prangana
- Aethes prolectana
- Aethes promptana
- Aethes punctidiscana
- Aethes rana
- Aethes reclusa
- Aethes rectilineana
- Aethes respirantana
- Aethes reversana
- Aethes romonana
- Aethes roridana
- Aethes rubigana
- Aethes rubiginana
- Aethes rubiginosella
- Aethes rutilana
- Aethes sanguinana
- Aethes sardoa
- Aethes scabidulana
- Aethes scalana
- Aethes schwarziana
- Aethes scissana
- Aethes seriatana
- Aethes smeathmanniana
- Aethes sonorae
- Aethes sparsana
- Aethes spartinana
- Aethes speciosa
- Aethes spirana
- Aethes stachydana
- Aethes straminoides
- Aethes stygiana
- Aethes suaveolana
- Aethes subbaumanniana
- Aethes sublepidana
- Aethes sulphurosana
- Aethes superbella
- Aethes suppositana
- Aethes taiwanica
- Aethes tatricana
- Aethes tectonica
- Aethes telifera
- Aethes temerana
- Aethes tergana
- Aethes tesserana
- Aethes tornella
- Aethes toxcana
- Aethes transversana
- Aethes triangulana
- Aethes turialba
- Aethes tuxtlana
- Aethes udana
- Aethes unicolor
- Aethes unicolorana
- Aethes unistrigana
- Aethes vachelliana
- Aethes valdensiana
- Aethes versana
- Aethes vicinana
- Aethes vicinitana
- Aethes wiedemanella
- Aethes williana
- Aethes winniana
- Aethes virginana
- Aethes viscana
- Aethes wiskana
- Aethes voluntaria
- Aethes vorticata
- Aethes voxcana
- Aethes xanthina
- Aethes yuccatana
- Aethes zaracana
- Aethes zephyrana
- Aethes ziscana
- Aethes zoxcana